# Cincinnati Open 2022 - Qualificazioni singolare maschile
Le qualificazioni del singolare maschile del Cincinnati Open 2022 sono un torneo di tennis preliminare per accedere alla fase finale della manifestazione. I vincitori dell'ultimo turno entreranno di diritto nel tabellone principale. In caso di ritiro di uno o più giocatori aventi diritto a questi subentreranno i lucky loser, ossia i giocatori che perderanno nell'ultimo turno ma che hanno una classifica più alta rispetto agli altri partecipanti che avranno comunque perso nel turno finale.

## Teste di serie
1. Lorenzo Musetti (qualificato)
2. Andy Murray (entrato nel tabellone principale)
3. Il'ja Ivaška (ultimo turno)
4. Pedro Martínez (primo turno)
5. Lorenzo Sonego (qualificato)
6. Jaume Munar (qualificato)
7. Marcos Giron (qualificato)

1. João Sousa (ritirato)
2. Fabio Fognini (ultimo turno, lucky loser)
3. David Goffin (qualificato)
4. Thiago Monteiro (ultimo turno)
5. Dušan Lajović (ultimo turno)
6. Adrian Mannarino (primo turno)
7. Thanasi Kokkinakis (qualificato)

## Qualificati
1. Lorenzo Musetti
2. Henri Laaksonen
3. Thanasi Kokkinakis
4. David Goffin

1. Lorenzo Sonego
2. Jaume Munar
3. Marcos Giron

### Lucky loser
1. Fabio Fognini

## Tabellone

### Legenda
| - Q = Qualificato - WC = Wild card - LL = Lucky loser | - ALT = Alternate - SE = Special Exempt - PR = Protected Ranking | - w/o = Walkover - r = Ritirato - d = Squalificato |

### Sezione 1
|  | Primo turno | Primo turno     | Primo turno   | Primo turno | Primo turno |  |  | Ultimo turno | Ultimo turno    | Ultimo turno    | Ultimo turno | Ultimo turno |  |
|  |             |                 |               |             |             |  |  |              |                 |                 |              |              |  |
|  | 1           | Lorenzo Musetti | 65            | 6           | 6           |  |  |              |                 |                 |              |              |  |
|  |             | Daniel Altmaier | 7             | 4           | 3           |  |  | 1            | Lorenzo Musetti | Lorenzo Musetti | 6            | 6            |  |
|  | WC          | Stefan Kozlov   | Stefan Kozlov | 3           | 5           |  |  | 12           | Dušan Lajović   | Dušan Lajović   | 4            | 4            |  |
|  | 12          | Dušan Lajović   | Dušan Lajović | 6           | 7           |  |  |              |                 |                 |              |              |  |

### Sezione 2
|  | Primo turno | Primo turno     | Primo turno     | Primo turno | Primo turno |  |  | Ultimo turno | Ultimo turno    | Ultimo turno | Ultimo turno | Ultimo turno |  |
|  |             |                 |                 |             |             |  |  |              |                 |              |              |              |  |
|  | Alt         | Henri Laaksonen | Henri Laaksonen | 6           | 7           |  |  |              |                 |              |              |              |  |
|  |             | Tarō Daniel     | Tarō Daniel     | 4           | 5           |  |  | Alt          | Henri Laaksonen | 4            | 6            | 6            |  |
|  | WC          | Emilio Nava     | Emilio Nava     | 3           | 0           |  |  | 11           | Thiago Monteiro | 6            | 3            | 4            |  |
|  | 11          | Thiago Monteiro | Thiago Monteiro | 6           | 6           |  |  |              |                 |              |              |              |  |

### Sezione 3
|  | Primo turno | Primo turno        | Primo turno        | Primo turno | Primo turno |  |  | Ultimo turno | Ultimo turno       | Ultimo turno | Ultimo turno | Ultimo turno |  |
|  |             |                    |                    |             |             |  |  |              |                    |              |              |              |  |
|  | 3           | Il'ja Ivaška       | Il'ja Ivaška       | 6           | 6           |  |  |              |                    |              |              |              |  |
|  | WC          | Jack Sock          | Jack Sock          | 2           | 3           |  |  | 3            | Il'ja Ivaška       | 5            | 6            | 5            |  |
|  |             | Benoît Paire       | Benoît Paire       | 62          | 1r          |  |  | 14           | Thanasi Kokkinakis | 7            | 1            | 7            |  |
|  | 14          | Thanasi Kokkinakis | Thanasi Kokkinakis | 7           | 3           |  |  |              |                    |              |              |              |  |

### Sezione 4
|  | Primo turno | Primo turno     | Primo turno  | Primo turno | Primo turno |  |  | Ultimo turno | Ultimo turno    | Ultimo turno | Ultimo turno | Ultimo turno |  |
|  |             |                 |              |             |             |  |  |              |                 |              |              |              |  |
|  | 4           | Pedro Martínez  | 5            | 6           | 1           |  |  |              |                 |              |              |              |  |
|  |             | Tseng Chun-hsin | 7            | 4           | 6           |  |  |              | Tseng Chun-hsin | 6            | 3            | 0            |  |
|  |             | Hugo Gaston     | Hugo Gaston  | 1           | 0           |  |  | 10           | David Goffin    | 3            | 6            | 6            |  |
|  | 10          | David Goffin    | David Goffin | 6           | 6           |  |  |              |                 |              |              |              |  |

### Sezione 5
|  | Primo turno | Primo turno    | Primo turno    | Primo turno | Primo turno |  |  | Ultimo turno | Ultimo turno   | Ultimo turno   | Ultimo turno | Ultimo turno |  |
|  |             |                |                |             |             |  |  |              |                |                |              |              |  |
|  | 5           | Lorenzo Sonego | Lorenzo Sonego | 7           | 6           |  |  |              |                |                |              |              |  |
|  |             | John Millman   | John Millman   | 5           | 2           |  |  | 5            | Lorenzo Sonego | Lorenzo Sonego | 6            | 6            |  |
|  |             | Alexei Popyrin | Alexei Popyrin | 5           | 63          |  |  | Alt          | Bradley Klahn  | Bradley Klahn  | 2            | 4            |  |
|  | Alt         | Bradley Klahn  | Bradley Klahn  | 7           | 7           |  |  |              |                |                |              |              |  |

### Sezione 6
|  | Primo turno | Primo turno           | Primo turno      | Primo turno | Primo turno |  |  | Ultimo turno | Ultimo turno  | Ultimo turno | Ultimo turno | Ultimo turno |  |
|  |             |                       |                  |             |             |  |  |              |               |              |              |              |  |
|  | 6           | Jaume Munar           | 6                | 63          | 6           |  |  |              |               |              |              |              |  |
|  |             | Christopher O'Connell | 4                | 7           | 1           |  |  | 6            | Jaume Munar   | 3            | 6            | 6            |  |
|  |             | Steve Johnson         | Steve Johnson    | 6           | 7           |  |  |              | Steve Johnson | 6            | 3            | 4            |  |
|  | 13          | Adrian Mannarino      | Adrian Mannarino | 3           | 5           |  |  |              |               |              |              |              |  |

### Sezione 7
|  | Primo turno | Primo turno   | Primo turno  | Primo turno | Primo turno |  |  | Ultimo turno | Ultimo turno  | Ultimo turno  | Ultimo turno | Ultimo turno |  |
|  |             |               |              |             |             |  |  |              |               |               |              |              |  |
|  | 7           | Marcos Giron  | Marcos Giron | 6           | 6           |  |  |              |               |               |              |              |  |
|  |             | Denis Kudla   | Denis Kudla  | 3           | 2           |  |  | 7            | Marcos Giron  | Marcos Giron  | 7            | 7            |  |
|  |             | Kwon Soon-woo | 7            | 4           | 63          |  |  | 9            | Fabio Fognini | Fabio Fognini | 69           | 5            |  |
|  | 9           | Fabio Fognini | 5            | 6           | 7           |  |  |              |               |               |              |              |  |